# Ґліняк
Ґліняк (пол. Gliniak) — село в Польщі, у гміні Мінськ-Мазовецький Мінського повіту Мазовецького воєводства.
Населення — 338 осіб (2011).
У 1975-1998 роках село належало до Седлецького воєводства.

## Демографія
Демографічна структура станом на 31 березня 2011 року:
|          | Загалом | Допрацездатний вік | Працездатний вік | Постпрацездатний вік |
| -------- | ------- | ------------------ | ---------------- | -------------------- |
| Чоловіки | 169     | 38                 | 109              | 22                   |
| Жінки    | 169     | 39                 | 93               | 37                   |
| Разом    | 338     | 77                 | 202              | 59                   |